# Toyota Ipsum
Toyota Ipsum, Picnic або Avensis Verso — автомобіль, що випускався японським автовиробником Toyota з 1995 по 2010 рік. Компактний MPV зі стандартними трирядними сидіннями. Ipsum, як і багато інших продуктів Toyota, використовувався як тріо Toyota Gaia і продавався лише в японських дилерських центрах Toyota під назвою Toyota Store, поруч із Toyota Carina. Gaia була унікальною для магазинів Toyopet, а Toyota Nadia продавалася в магазині Toyota Corolla.
Перше покоління, назване Ipsum в Японії та Picnic на експортних ринках, виготовлялося з травня 1995 по 2001 рік, а експортні версії з’явилися в 1996 році. Комерційна версія була продана як Toyota SportsVan у Данії. Воно мало на вибір два рядних чотирициліндрових двигуна: бензиновий об’ємом 2,0 л або 2,2-літровий турбо-дизельний двигун 3C-TE. Дизель був доступний лише на експортних ринках як (Picnic), а на японському Ipsum. Ipsum став першим справжнім успіхом Toyota в японському сегменті ринку «RV» (автомобілі для відпочинку). Початкова ціль продажів у 10 000 одиниць на місяць була перевищена майже на п’ятдесят відсотків за перші кілька місяців на ринку автомобіля.
В Австралії Avensis Verso був доступний з 2001 по 2010 рік і поспіль був переможцем нагороди Австралії як найкращий транспортний засіб для людей у 2002 та 2003 роках Було дві моделі, 2001–2003 ACM20R і 2003–2010 ACM21R, і обидві випускалися в двох комплектаціях: базова GLX і Ultima з оновленим внутрішнім оздобленням і рейлінгами на даху. Модель ACM20R випускалася в 3 варіантах, у кожному з яких була версія 2.0 Двигун L 1AZ-FE. GLX був доступний з 4-ступінчастою автоматичною або 5-ступінчастою механічною коробкою передач, тоді як Ultima був доступний лише з 4-ступінчастою автоматичною. Модель ACM21R 2004 року прибула з невеликим фейсліфтінгом та оновленим 2.4 Двигун L 2AZ-FE. Обидва варіанти GLX і Ultima тепер були доступні лише з 4-ступінчастою автоматичною коробкою передач.

## Попередній фейсліфтінг
|                                       |
| Avensis Verso GLX (ACM20R, Австралія) |

|                      |
| Ipsum 240 S (ACM21R) |

|                              |
| Ipsum 240 S (ACM21R, Японія) |

## Фейсліфтінг
|                                       |
| Avensis Verso GLX (ACM21R, Австралія) |

|                              |
| Ipsum 240 U (ACM21R, Японія) |